# Tschumikan
Tschumikan (russisch Чумика́н) ist ein Dorf (selo) in der Region Chabarowsk (Russland) mit 1055 Einwohnern (Stand 1. Oktober 2021).

## Geographie
Der Ort liegt etwa 700 km Luftlinie nördlich des Regionsverwaltungszentrums Chabarowsk an der Udabucht im Westen des Ochotskischen Meeres. Unmittelbar beim Ort mündet die Uda mit einem kleinen Delta in das Meer.
Tschumikan ist Verwaltungssitz des Rajons Tuguro-Tschumikanski sowie Sitz der Landgemeinde (selskoje posselenije) Selo Tschumikan, zu der außerdem das 4 km flussaufwärts (südwestlich) gelegene Dorf Neran gehört.

## Geschichte
Das 1890 gegründet Dorf ist seit 1926 Zentrum eines Rajons.

### Bevölkerungsentwicklung
| Jahr | Einwohner |
| ---- | --------- |
| 1939 | 0768      |
| 1959 | 1361      |
| 1970 | 1172      |
| 1979 | 1416      |
| 1989 | 1748      |
| 2002 | 1344      |
| 2010 | 1147      |
| 2021 | 1055      |

Anmerkung: Volkszählungsdaten

## Verkehr
Nach Tschumikan führt eine Schifffahrtsroute von Nikolajewsk am Amur über das Ochotskische Meer. Entlang der Küste bis Tugur und dann ins Inland zum südlich benachbarten Rajonzentrum Selo imeni Poliny Ossipenko verläuft eine Winterpiste, von dort weiter eine unbefestigte Straße nach Berjosowy, wo sich über 500 km von Tschumikan entfernt an der Baikal-Amur-Magistrale (BAM) die nächstgelegene Bahnstation befindet, und entlang der Bahnstrecke nach Komsomolsk am Amur.
Bei Neran befindet sich der kleine Regionalflughafen von Tschumikan (ICAO-Code UHHY).